# Buenos Aires (Nicaragua)
Buenos Aires è un comune del Nicaragua facente parte del dipartimento di Rivas.